# Municipio de Hooker (condado de Dixon)
El municipio de Hooker (en inglés: Hooker Township) es un municipio ubicado en el condado de Dixon en el estado estadounidense de Nebraska. En el año 2010 tenía una población de 224 habitantes y una densidad poblacional de 1,64 personas por km².

## Geografía
El municipio de Hooker se encuentra ubicado en las coordenadas 42°41′00″N 96°57′54″O / 42.68333, -96.96500. Según la Oficina del Censo de los Estados Unidos, el municipio tiene una superficie total de 136.96 km², de la cual 131,4 km² corresponden a tierra firme y (4,05 %) 5,55 km² es agua.

## Demografía
Según el censo de 2010, había 224 personas residiendo en el municipio de Hooker. La densidad de población era de 1,64 hab./km². De los 224 habitantes, el municipio de Hooker estaba compuesto por el 98,66 % blancos, el 0,45 % eran afroamericanos y el 0,89 % eran de una mezcla de razas. Del total de la población el 0,89 % eran hispanos o latinos de cualquier raza.